# 緑のディアーヌ
『緑のディアーヌ』（みどりのディアーヌ）は、名香智子による日本の漫画作品。

## 概要
小学館『別冊少女コミック』にて、1976年3月号から6月号にかけて連載された。名香智子の最初の連載作品にして最初の長編であり、ライフワーク「緑シリーズ」の原点。
急遽決定した連載であり、初回の2色カラーは高熱にうなされつつ描いたという。連載決定時の仮題は『美姫と剣士』であった。
歴史活劇であると同時に、冒頭で描かれたディアーヌの兄フランソワの死の謎を巡るミステリ的な要素をも合わせ持っている。
同時期に発表された『花の美女姫』の日仏クォーターの美女丸・ソンモールと彼に想いを寄せるバイセクシュアルの貴公子アンリ・ド・シャルトルに容貌・性格が酷似した登場人物が描かれ、フランソワの親衛隊の友人も美女丸たちの取り巻きそっくりに描かれている。

## あらすじ
ディアーヌ・アテネイ・ド・リュイーヌはフランス王ルイ13世の寵臣であるフランソワ・ド・リュイーヌによって、野性的な男勝りの少女として育てられていた。フランソワは妹を利用して己の権勢を強固なものとすることを望んでいたが、ある朝、急死してしまう。フランソワにとって自身は駒でしかないことを知らず、兄の突然すぎる死に嘆き悲しむ。
その後、次兄シャルルに引き取られ、美しい少女に育ったディアーヌは王妃付きの女官アラン・ビュルジュス・ガブリエルから婚約者と信じていたアントワンヌに宰相リシュリューの姪マリー・アニュースとの縁談が進んでいると聞かされ、アントワンヌと喧嘩をしてしまい、町で彼女を見初めたプレイボーイ、エウ伯の求婚をアントワンヌに対するあてつけに受けてしまう。また、アントワンヌの婚約者の相手がどのような少女なのかを見定めようと男装してリシュリューの屋敷に忍び込み、フランソワと名乗るディアーヌを白馬の王子と思い込んだマリー・アニュースはディアーヌと駆け落ちしてしまったが、後で事情を知りディアーヌの恋を応援する。そんな折、町の宿屋でディアーヌは国王暗殺の陰謀を耳にする。
陰謀の果てに、悲劇がディアーヌを待ち受けていた。

## 登場人物
ディアーヌ・アテネイ・ド・リュイーヌ
本作の主人公。緑の野駆ける「月の女神」と剣を振りかざす「知の女神」の名を命名された少女。物語の開始時点では13歳。
兄フランソワの方針で国王の心を射止めるよう、自然の中で男勝りな性格になるよう、田舎の城で野性的に育てられた。フランソワの企みを知らず、長兄である彼は一番の理解者だと思い込んでいた。宮廷の腐った内情や異性・同性を問わない恋愛事情、人妻であっても国王の目に留まれば寵姫となる運命を考えず、好き嫌いと心の赴くままに動いて他者の迷惑を慮らずに騒動を起こす。兄と一緒に遊びに来たアントワンヌに一目惚れした。フランソワの死後、次兄シャルルに引き取られる。アントワンヌとは事実上の婚約者になるが、マリー・アニュースの件で仲違いをし、マリー・アニュースを誘拐することになってしまう。その挙げ句に国王暗殺団に彼女を奪われ、実戦で3名を殺害したショックで茫然となり、空腹の中、町をさ迷っている中をエウ伯に助けられる。人前でアントワンヌと痴話喧嘩をし、感情のままに軽率な行動を繰り返して常に騒動の中心にいたが、自身を殺そうとする相手や仇敵と憎んでも結果的に幾人もの命を奪ってしまい、最後に「恐怖の大天使」を倒した時にはもう人を殺すのは嫌だと打ちのめされた。
紆余曲折の末に、国王暗殺を企む暗殺者「恐怖の大天使」が女官アラン・ビュルジュス・ガブリエルで男性だと知り、マリー・アニュースの仇を自らの手で討とうとして殺されかけるが、かろうじて彼を倒すことに成功する。アントワンヌと結ばれると信じていたが、彼こそが兄フランソワ毒殺の犯人だと知り、フランソワの王妃暗殺と自身を王妃として強大な権力を手に入れようとした陰謀を知っても兄を慕う心は変わらず、また、アントワンヌを恋し続けて兄の仇でも憎むことは出来ないが、彼の胸に飛び込むことが出来ずにエウ伯に救いを求める。自身を癒し満たしてくれるものをすべて持つ人物だとエウ伯を認識し、アントワンヌの懇願で国王の手から逃れることが叶い、エウ伯ジャン・クロードと結婚してエウ伯爵夫人となる。結婚後、自身を手に入れることを諦めたルイ13世のプラトニック・ラヴを寄せられ、国王がアントワンヌを誰よりも愛しながらも人形に貶めて不幸にもしていたことを悟る。
シャルトル侯アントワンヌ
準主人公。フランソワの友人で、同じく国王の小姓であった。ディアーヌと出会った時は大佐で18歳。後に陸軍元帥。
王室の忠実なしもべだとルイ13世に忠実に仕える武人だが、冷酷な性格だと噂されマリー・アニュースにも「女みたいに美しいくせに氷みたいに冷たくて悪魔みたいに恐ろしい人」と陰口を叩かれている。フランソワに伴われた際、彼の領地の城で育てられたディアーヌに一目惚れしてから彼女のことしか考えられなくなる。フランソワにアンヌ王妃暗殺とディアーヌを王妃にする計画を密かに聞かされ、激しく動揺する。フランソワの死後、公然とディアーヌと交際することになるが、自身の縁談のことでディアーヌを嗜め、仲違い状態になる。国王暗殺の陰謀を防いだ後、フランソワを毒殺したことをディアーヌに告白し、彼女の幸福を守るために自刃して国王に彼女を諦めさせる。
忠誠心と反抗を許されぬ服従を強いられ、ルイ13世の同性愛の対象として寵愛されることの屈辱と自己嫌悪に苛まれていた。ディアーヌと恋に落ちてタガが外れてしまい、彼女をルイ13世であろうと誰かに奪われることを嫌い、フランソワを毒殺してしまう。彼がディアーヌを駒として利用していても彼女の兄を慕う心は不変ゆえにフランソワ暗殺の罪を知れば拒まれることを覚悟していた。
『花の美女姫』の美女丸・ソンモールとそっくりの容貌・性格をしている。
エウ伯ジャン・クロード
マイエンヌ公の甥。長くイタリアに留学しており、プレイボーイとして名を馳せていたが、ルイ13世の片腕となるべく故国フランスに呼び戻されてアントワンヌと引き合わされた。町中で王弟オルレアン公ガストンとの決闘騒ぎを起こした男装のディアーヌを見初めて求婚する。
実はルイ13世の異母弟。ブルボン朝初代国王アンリ４世とギーズ公アンリの娘カトリーヌの間にできた庶子であり、ルイ13世の母后マリー・ド・メディシスの暗殺を怖れたマイエンヌ公によりアンリ4世の御落胤であることは隠され、異母兄ルイ13世を含めた一握りの人間しか知らない。人を殺めたショックで茫然自失のディアーを介抱し、そこで国王暗殺の陰謀とマリー・アニュース誘拐の一件を知ることになり、事態に深く関わっていく。剣さばきもあざやかな騎士でもあるが、ディアーヌの心がアントワンヌにあることを知り、わざとアントワンヌに勝利を譲っている。
両想いの恋人同士であると同時にリュイーヌ公フランソワを毒殺した犯人と被害者の遺族でもあるがゆえに乗り越えられぬ壁を前に別れるしかなかった2人の悲しみを理解し、ディアーヌの夫となる。
アラン・ビュルジュス・ガブリエル
本名は「リカルド・エンリケ」。王妃アンヌ・ドートリッシュ付きの女官と称しているが、実は女装の男性でスペインの殺人鬼「恐怖の大天使」。スペインでは公爵であり、アンヌ王妃のいとこで相思相愛の恋人。ハプスブルク家の血を引いていて北欧人のような見事なブロンド。高貴の身分ゆえにスペインも持て余していた。殺人を重ねて追放同然にフランス宮廷に送り込まれ、どうせ人の血を流すならフランス人を殺してスペインに貢献しろと命じられた。
ルイ13世あるいはリシュリュー枢機卿を暗殺してリシュリュー政権を崩壊させ、諸侯の権力争いを引き起こし、内乱につけこんでフランスをスペインのものにする陰謀のために暗躍した。ディアーヌにアントワンヌの縁談のことを知らせ、ディアーヌの心を動揺させる。オルレアン公ガストンから迫られていることを迷惑に感じていた。王妃にこれ以上はやめるよう説得されても耳を貸さず、片えくぼによりディアーヌに正体を看破される。いつの間にか惹かれていた彼女に討たれ、任務にも失敗して故国に戻ることも叶わずに絶命した。同性愛者から身を守るために女装していた。
『花の美女姫』『シャルトル公爵の愉しみ』のアンリ・ド・シャルトルに容貌と傲慢な性格が酷似している。
マリー・アニュース
リシュリューの姪で12歳。金髪と青い瞳の小柄な少女。
精神的に幼くて思い込みが激しく「王子様とのロマンティックな心中」を夢見ており、王侯貴族の婚姻は国同士・家同士の結びつきを強めるための政治だと父親に諭されてもアントワンヌとの政略結婚を嫌い、アントワンヌの立場も考えずに行動する男装のディアーヌを男性だと思い自身を恋するがゆえに奪いに来てくれたと思い込む。ディアーヌと駆け落ち騒動を起こし、後に真実が分かりディアーヌの恋を応援するのだが、ディアーヌに対する報復として「恐怖の大天使」アラン・ビュルジュス・ガブリエルに殺害される。
フランソワ・ド・リュイーヌ
リュイーヌ公爵家の当主。3兄妹の長兄であり、シャルルとディアーヌの兄。
物語開始時点での宰相。20代前半であり、23歳にも満たない青年。黒髪とエメラルドの瞳。魔性の輝きでルイ13世を含め、周囲を虜にするとアンヌ王妃に忌み嫌われる。しかし、その美貌で幼い頃よりルイ13世の寵を得ており、宮廷革命を成功させた。度が過ぎた寵愛と信頼に眉をひそめる者もいたが、フランスの政局を左右する権力者ゆえに公然と敵対する勇気のある人間は皆無だった。美貌に反して権勢欲が強くディアーヌを国王好みに育て上げて王妃とし、皇太子たる男児をディアーヌが産めば次代の国王の伯父として強大な権力を手にすることが出来ると王妃アンヌ・ドートリッシュの暗殺を企むが、ディアーヌに恋するアントワンヌに毒殺される。女嫌いの同性愛者であるルイ13世が自身に夢中ゆえに同じ面影のディアーヌを野性的に育て上げ、引き合わせればルイ13世が心を奪われることを見越して妹を駒として利用するつもりだった。アントワンヌのディアーヌに対する恋心ゆえに毒殺されたのが自分自身であったことと、アントワンヌが命と引き換えにした説得でルイ13世が諦めることを除けば思惑通りに進展した。
なお、ルイ13世の実在の寵臣は43歳で亡くなったリュイヌ公シャルル・ダルベールであり、侍従フランソワ・ド・バラダとルイ13世は性的関係があった。
ジェルクール伯シャルル → リュイーヌ公シャルル
フランソワの弟でディアーヌの次兄。3兄妹の真ん中。兄フランソワ亡き後、リュイーヌ公となりディアーヌを引き取る。エウ伯と婚約したり、アントワンヌと元の鞘におさまったりするディアーヌの言動に振り回されている。兄とは異なり、善良で温厚な人物。
ポーリン
アントワンヌの小姓。
ルイ13世
フランスのブルボン朝第2代国王。アンリ4世と2番目の王妃マリー・ド・メディシスの嫡男。
同性愛者でアンヌ王妃に限らず女性を嫌い、スカートを見るだけで虫唾が走るほどだった。リュイーヌ公フランソワを寵愛しており、その面影と野性的な雰囲気を纏うディアーヌに一目惚れする。フランソワの思惑通りにディアーヌを欲しがるよう心を操られ、アントワンヌという婚約者の存在も彼が自身に従うと盲信して障害とは思わなかった。フランソワが寵愛ゆえに権勢欲は膨らむばかりで王妃暗殺を企み、妹を王妃にしようと企んでいたことは知らない。終盤までディアーヌを手に入れようと強硬的な態度だったが、アントワンヌの死を賭した懇願で諦める。感情の無い人形の如く忠実で無言で冷たいと不満を漏らしていたが、自身がその原因だとは気づいていなかった。しかし、死に際の「私とは違って、ディアーヌは陛下の言いなりになる女ではありません。」との言葉にアントワンヌの苦しみを知る。
史実でもルイ13世には同性愛者あるいは両性愛者の噂があった。侍従フランソワと性的関係にあり、サン＝マール侯爵アンリ・コワフィエ・ド・リュゼにも惹かれた。
アルマン・リシュリュー
フランスの宰相。フランソワの急逝により、権力者となる。後に「フランスの真の国王」と呼ばれる存在になる。姪マリー・アニュースをアントワンヌに嫁がせようとしたが、政権転覆による内乱を企む「恐怖の大天使」に姪を殺害される。
アンヌ・ドートリッシュ
ルイ13世の正妃。スペイン・ハプスブルク朝のスペイン国王フェリペ3世とマルガレーテ・フォン・エスターライヒの長女。洗礼名は「インファンタ・アナ・マリーア・マウリシア・デ・エスパーニャ」。
リュイーヌ公フランソワを溺愛する同性愛者の夫に無視され、王家の女性としての誇りを傷つけられ王妃たる自身に対する侮辱だと許そうとはしなかった。ディアーヌの緑の瞳を兄と同じ色でも大地のようにさわやかで暖かいと評した。幸福は嫁ぐ前の14歳の時までしかないと思っており、従姉弟の「恐怖の大天使」アラン・ビュルジュス・ガブリエル（リカルド・エンリケ）を恋していた。
王妃の務めとして1638年9月5日に皇太子ルイ・ディユドネ（ルイ14世）を産むまで成婚より23年を要することになる。
オルレアン公ガストン
フランスの王弟。ルイ13世の同父母の弟。ムッシュウと呼ばれている。居城は「ブロア城」。両性愛者。王位を狙って兄の暗殺を企んだ。アントワンヌのとりなしでリシュリューに見逃して貰い、2度と悪事に手を染めないと誓う。

## 考証
- リシュリューが宰相になったのが1607年であるため、ディアーヌの生まれた年は1594年、アントワンヌの生まれた年は1589年になる。
- その後、アンヌ・ドートリッシュが数年後にルイ14世を生んだという記述から、物語の基本舞台となったのは1630年前後ということになる。

## 関連事項
- 戦闘ストレス反応